# Floursies Churchyard
Floursies Churchyard is een Britse militaire begraafplaats gelegen in de Franse plaats Floursies (Noorderdepartement). De begraafplaats wordt onderhouden door de Commonwealth War Graves Commission.
De begraafplaats telt 5 geïdentificeerde Gemenebest graven uit de Eerste Wereldoorlog.